# Лазаньи, Пьетро
Пьетро Лазаньи (итал. Pietro Lasagni; 15 июня 1814, Капрарола, Папская область — 19 апреля 1885, Рим, королевство Италия) — итальянский куриальный кардинал. Секретарь Священной Консисторской Конгрегации и секретарь Священной Коллегии кардиналов с 1875 по 27 марта 1882. Секретарь Конклава 1878 года. Секретарь меморандумов Его Святейшества с 4 марта 1884 по 19 апреля 1885. Кардинал in pectore с 13 декабря 1880 по 27 марта 1882. Кардинал-дьякон с 27 марта 1882, с титулярной диаконией Санта-Мария-делла-Скала с 30 марта 1882. 